# Jeanne-Germaine Castang
Jeanne-Germaine Castang (24 de maio de 1878 - 30 de maio de 1897) - na ordem religiosa, Marie-Céline da Apresentação - era uma freira católica romana francesa das Clarissas. Sua infância foi marcada por claudicação e ela mancou perceptível pelo resto de sua vida após contrair a doença em 1882 e uma operação para alívio da dor em 1891. Seu desejo pela vida religiosa começou na infância e depois de ser rejeitada pelas Irmãs de São José, ela conseguiu ser admitida nas Clarissas, onde logo adoeceu com tuberculose. Ela teve permissão para fazer seus votos bem antes do horário normal, pois estava com a saúde debilitada.
A causa de beatificação de Castang teve início em 18 de junho de 1930 e sua beatificação foi celebrada na Catedral de Bordeaux em 16 de setembro de 2007.

## Vida
Jenne-Germaine Castang nasceu em meados de 1878 como o quinto filho de onze filhos. Seu pai era um pequeno proprietário de terras e sua mãe era filha de notários. Das onze crianças, três morreram em Nojals-et-Clotte e duas outras em Bordéus de tuberculose e desnutrição. A filha mais velha pôde ingressar no convento das Irmãs de São José em Aubenas. Em sua infância, ela se destacou por seu caráter forte e piedoso, bem como por sua atenção às necessidades dos outros.
Em 1882, Castang foi infectada com poliomielite que congelou sua perna esquerda e mancava permanentemente. A menina voltou para casa com alguns amigos, mas um sugeriu que todos fossem remar em um riacho gelado; ela estava ansiosa para se juntar a eles, mas se sentiu mal depois disso e um sério problema na perna surgiu não muito depois desse incidente. No entanto, continuou a sua educação, que primeiro veio de seus pais e depois das Irmãs de São José, onde se destacou por sua natureza piedosa e por sua forte devoção à Eucaristia. Seu pai não teve sucesso com a loja que ele havia aberto e então todos foram forçados a se mudar para um celeiro úmido e dilapidado em 1887; ele havia ficado irritado e às vezes rude com sua esposa gentil, o que a levou a criticá-lo, embora ela mesma nunca tenha criticado seu pai por ter entendido sua situação. A situação deles piorou muito quando os credores de seu pai ficaram impacientes e supervisionaram a venda de suas terras e casa para pagar a dívida. A condição deles era tão terrível que ela saiu para implorar por comida e viajou de uma fazenda para outra procurando por restos, apesar de uma ferida no pé machucado. Seu pai fez maus negócios e saiu de casa para procurar trabalho em Bordeaux como padeiro, onde sua esposa e filhos mais tarde se juntaram a ele na primavera de 1890; mais tarde, ele encontrou trabalho como porteiro em um castelo em La Réole, mas ela permaneceu em Bordeaux. Em sua infância, ela desejava ser freira e esperava juntar-se às Clarissas.
Castang se preparou e recebeu sua Primeira Comunhão e Confirmação em Bordéus e passou um longo período de tempo como interna com as Irmãs de Nazaré de 1892 a 1897. Em 1891 ela foi submetida a uma operação ortopédica para aliviar a dor de sua poliomielite e isso conseguiu aliviar sua dor e seu andar. Três irmãos mais novos morreram nos meses seguintes e seu irmão mais velho voltou do serviço militar com saúde debilitada. Após a morte de sua mãe em dezembro de 1892, ela voltou para casa para cuidar de seu irmão mais velho, que sofria de tuberculose e morreu em 1893. Foi nesta fase da sua vida que ela própria contraiu a doença, mas depois de se recuperar, tentou juntar-se à irmã nas Irmãs de José em Aubenas, mas foi rejeitada por ser deficiente. Em Bordeaux, ela teve a chance por meio de uma amiga de visitar as Clarissas no convento Ave Maria em Talence, perto de Bordeaux. A Madre Superiora percebeu nela uma notável vocação e foi admitida no convento a 12 de Junho de 1896, onde emitiu os votos a 21 de Novembro de 1896 com o nome religioso de "Marie-Céline da Apresentação". Mas ela estava com tuberculose, além de suas outras deficiências, e suportou com paciência o rigor da vida de uma freira contemplativa.
O médico foi convocado depois que a Madre Superiora tomou conhecimento da deterioração de seu estado de saúde, mas não adiantou. Castang foi autorizada a fazer seus votos finais em seu leito de morte in articulo mortis ou "em face da morte". O diagnóstico que foi dado foi tuberculose óssea e ela morreu em Talence em meados de 1897. Após a sua morte exalaram doces odores que lhe valeram o nome de "Santa dos Perfumes". Seu cemitério no convento em Talence tornou-se um destino de peregrinação. Em junho de 2006, seus restos mortais foram transferidos para a igreja paroquial em Nojals-et-Clottes.

## Beatificação
O processo de beatificação foi iniciado em Bordeaux em um processo informativo que se estendeu de 1910 até seu fechamento em 1914, enquanto um decreto foi emitido que dispensava a realização de um processo apostólico. Os escritos espirituais de Castang receberam aprovação teológica - foi determinado que seus escritos não infringiam os ensinamentos oficiais - em 22 de dezembro de 1926. A introdução formal à causa veio com o Papa Pio XI em 18 de junho de 1930 e ela foi intitulada como uma Serva de Deus. A Congregação para os Ritos validou o processo informativo em Roma em 13 de abril de 1945 e teve que passar por três comissões: a antepreparatória reuniu-se e aprovou a causa em 31 de julho de 1941, a preparatória em 28 de outubro de 1952 e a geral em 10 de abril. 1956. A confirmação de sua vida de virtude heróica permitiu ao Papa Pio XII nomeá-la Venerável em 22 de janeiro de 1957.
O processo de milagre atribuído a Castang ocorreu na França em 1946 e foi validado pela Congregação para as Causas dos Santos em 20 de fevereiro de 2004. Os especialistas médicos aprovaram isso em 27 de janeiro de 2005, assim como os teólogos em 24 de janeiro de 2006 e o CCS em 14 de novembro de 2006. O Papa Bento XVI aprovou esta cura como um milagre em 16 de dezembro de 2006 e a beatificação foi confirmada. O Cardeal José Saraiva Martins presidiu a beatificação na Catedral de Bordéus em nome do Papa em 16 de setembro de 2007. O cardeal arcebispo de Bordeaux, Jean-Pierre Ricard, também esteve presente na beatificação.
O atual postulador da causa é o frade franciscano Giovangiuseppe Califano.